# Deutsch-Dänische Handelskammer
Die Deutsch-Dänische Handelskammer (DDHK – dän. Dansk-Tysk Handelskammer) in Kopenhagen gehört zu den über 150 weltweiten Deutschen Auslandshandelskammern (AHK) der Dachorganisation der DIHK, der Deutschen Industrie- und Handelskammer. Sie vertritt die Interessen ihrer Mitgliedsunternehmen im Wirtschaftsverkehr zwischen Dänemark und Deutschland und bietet darüber hinaus Unternehmen im bilateralen Wirtschaftsverkehr ihre Dienstleistungen an. Die DDHK wird auch als AHK Dänemark bezeichnet.

## Geschichte
Die Handelskammer wurde 1992 als Nachfolgeorganisation des seit 1987 bestehenden Delegiertenbüros gegründet. 2006 wurde die Service ApS als Tochtergesellschaft der Kammer unter der Leitung von Gunnar Tessin gegründet, damit den immer spezifischer werdenden Kundenanfragen flexibler und fachlich fundierter entsprochen werden konnte. Zum 1. April 2011 wurde die Tochtergesellschaft in DEinternational Denmark ApS umbenannt. Geschäftsführerin der Servicetochter ist Mette-Kathrine Kundby.
Die DDHK wurde von 1992 bis Ende 2008 von Gerhard Glaser geleitet. Von Mitte 2008 bis Ende 2022 war Reiner Perau Geschäftsführer der Deutsch-Dänischen Handelskammer. Seit April 2023 ist Andreas Wenzel CEO der Handelskammer in Kopenhagen.

## Struktur
Die Deutsch-Dänische Handelskammer ist in verschiedene Abteilungen unterteilt. Legal & Tax, Market Entry, Lohn- und Finanzbuchhaltung, Umwelt und Verpackung, Mitglieder & Kommunikation, Verwaltung und IT. In der Handelskammer sind 274 Mitarbeitende angestellt. Zusätzlich bietet sie Praktikantenstellen und Stellen für Referendare an.
Der Vorstand setzt sich aus Vertreter:innen von deutschen und dänischen Mitgliedsunternehmen sowie dem Geschäftsführer zusammen. Er verankert die enge Beziehung zur deutsch-dänischen Wirtschaft und bestimmt die Richtung der Handelskammer mit. Präsident und Vorstandsvorsitzender ist seit Juni 2024 Martin Neubert, Group Chief Investment Officer und Partner bei Copenhagen Infrastructure Partners.

## Funktion und Aufgabe
Die AHK Dänemark verfolgt drei Funktionen: Sie ist die offizielle Vertretung der Deutschen Wirtschaft in Dänemark, indem sie den deutschen Außenhandel fördert und die Interessen der deutschen Wirtschaft in Dänemark vertritt.
Zudem ist die Kammer eine Mitgliederorganisation und bietet ein Netzwerk für Unternehmen, die auf dem deutschen und dänischen Markt aktiv sind oder eine Präsenz in Erwägung ziehen. Außerdem ist die DDHK Dienstleister und leistet professionelle Unterstützung und Beratung.

## Dienstleistungen und Angebote
Die Deutsch-Dänische Handelskammer bietet:
- Ein Netzwerk zwischen deutschen und dänischen Unternehmen und der internationalen Wirtschaft
- Events und Netzwerkveranstaltungen
- Regelmäßige Newsletter und Updates über die deutsch-dänische Beziehung
- Unterstützung für Unternehmen, die nach Dänemark exportieren wollen, mit Vermittlungserfahrungen und Marktkenntnissen beim Markteintritt in beide Länder.
- Rechtsberatung und Steuerberatung für deutsche Unternehmen, die in Dänemark tätig sind.
- Personalverwaltung wie Lohnbuchhaltung, andere Buchhaltungsdienstleistungen und Jahresabschlüsse von Unternehmen.

## Mitgliedschaft
Als Mitglied der Deutsch-Dänischen Handelskammer haben Unternehmen die Möglichkeit Teil eines deutsch-dänischen Unternehmensnetzwerk mit rund 670 Mitgliedern zu sein. Vorteile einer Mitgliedschaft bei der DDHK sind Zugang zu einem deutsch-dänischen Netzwerk und Events. Zu diesen Events gehören unter anderem der Neujahrsempfang, die Jahrestagung, die deutsch-dänischen Wirtschaftspreise und das German-Danish Green Hydrogen Forum. Zusätzlich erhalten Mitglieder Sichtbarkeit, Rabatte auf Dienstleistungen der Handelskammer sowie HR-Vorteile.

## Themenschwerpunkte
Die Deutsch-Dänische Handelskammer arbeitet branchenübergreifend. Sie arbeitet insbesondere zu den Themen Green Transition, Sustainable Infrastructure und Tech and Innovation. Darüber hinaus vertritt die DDHK die deutsche Wirtschaft auf Island und berät deswegen auch zu diesem Thema.